# Zlo
Zlo je teologický pojem označují všeobecně jakoukoli negaci. S určením jeho přesné definice je to velmi obtížné, většina křesťanských teologů se shoduje na tom, že zlo nemá samostatně stojící definici. Uvádějí často pak definici, že zlo je nedostatek dobra. Dobro je podle tohoto vnímání jakýsi Boží záměr a zlo je jeho nenaplňování. V rámci judaismu se lze setkat s tvrzením, že v případě zla „jde o nejnižší, až nedostatek úrovně naprostého dobra“, protože vše, co pravý/á Nejvyšší Bůh Stvořitel stvořil, bylo prohlášeno za „velmi dobré“, takže a od té doby všechny činy a věci mohou být dobré či zlé jen podle toho, jak jsou používány.
Všeobecně lze říci, že zlo je protikladem dobra a že zlo není tak perspektivní jako dobro.

## Novotomismus
Ve filosofii novotomismu se rozlišuje dvojí zlo.
Zlo záleží v negaci dobra povinného (bytost postrádá dobro, které dle svého účelu má mít). Platí, že kde je nějaká věc, je také dobro. Proto kde není žádné jsoucno, není žádné zlo. V ontologickém (metafyzickém) smyslu tedy zlo neexistuje. Existuje pouze zlo fyzické a mravní.
Fyzické zlo je privací nějakého povinného fyzického jsoucna, které bytost postrádá (např. nemá-li člověk oko, zdraví atd., je to pro něj zlo fyzické).
Mravní zlo je vše, co se svou mravní povahou odchyluje od mravního řádu ustanoveného Bohem, co odporuje Boží vůli.
Dále se rozlišuje zlo naprosté a poměrné. Naprosté zlo je privací povinného dobra (např. slepota, nespravedlnost). Zlem poměrným je v sobě dobré jsoucno, které může být zlem jen ve vztahu k někomu (např. ostrý nůž v rukách dítěte).

## Theodicea
Pojem teodicea označuje ve filosofii problém mezi božskou dobrotou všemohoucností a spravedlností ve vztahu k lidskému prožívání bolesti a zla.
| „              | Ospravedlnění boha za zlo na tomto světě. Bůh není původcem zla, poněvadž ze všech možností vybral to nejlepší, to zlo, které se na světě děje, je v pravdě tím nejmenším možným zlem. | “ |
| — G.W. Leibniz | |   |

Další variantou rozšířenou především v křesťanství[zdroj?] je, že původ zla je ve svobodné vůli a ta je nutná proto, aby mohl člověk milovat.[zdroj?] To znamená že Bůh dal lidem svobodnou vůli kvůli lásce, protože ta není možná bez svobody, čímž otevřel možnost také nenávidění a zlu. Co se týká nezapříčiněných zel, je výklad o něco složitější. Zpravidla může být vnímáno jako prostředek k něčemu dobrému (jestliže se stane zemětřesení, vznikne zároveň s ním také vlna dobrého), ale uspokojující vysvětlení není možné bez duchovního přesahu věci.[zdroj?]